# Crespin (Norte)
Crespin é uma comuna francesa na região administrativa de Altos da França, no departamento do Norte. Estende-se por uma área de 9.94 km². Em 2010 a comuna tinha 4 543 habitantes (densidade: 457 hab./km²).